# حوق المناشف

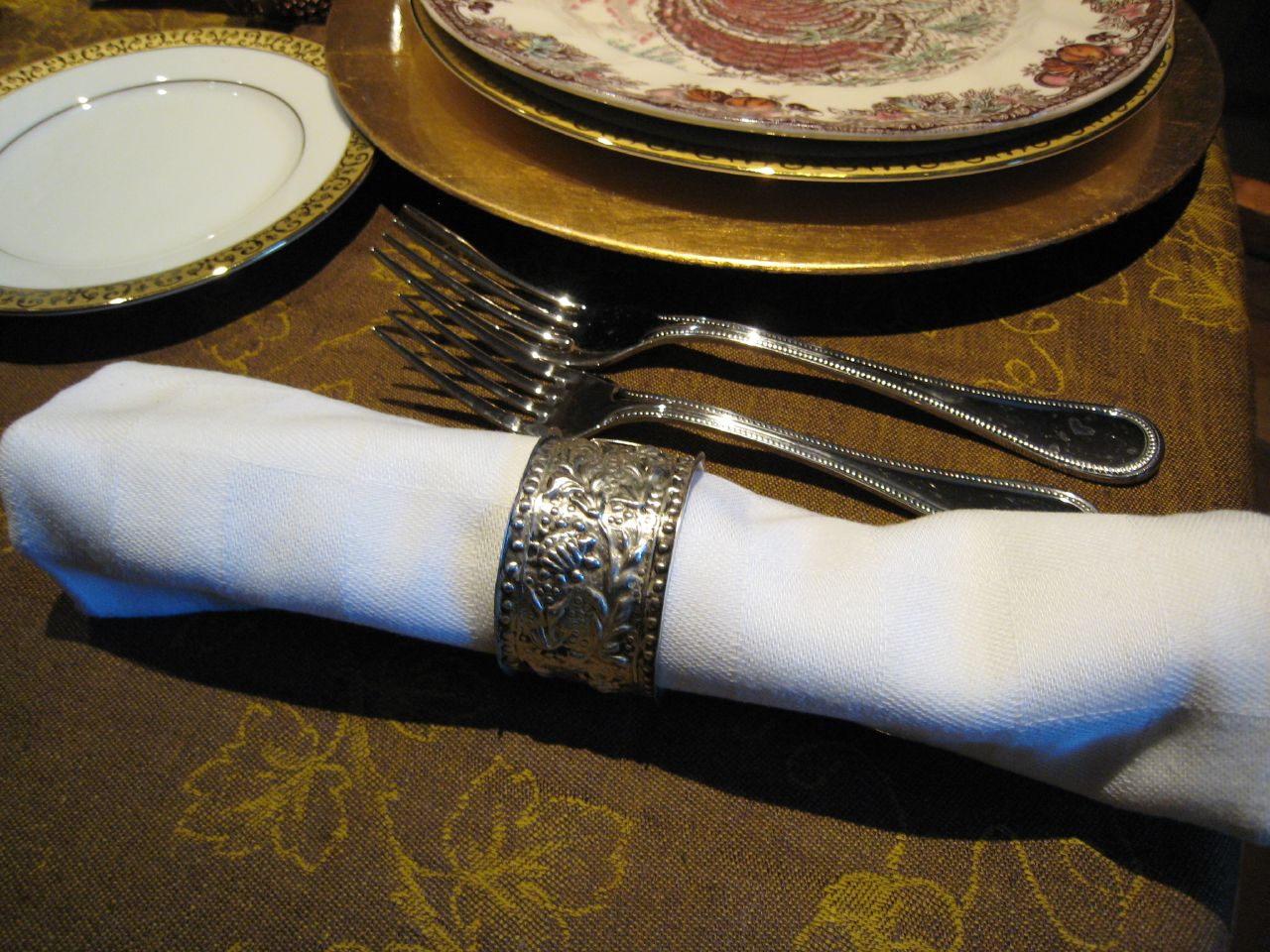
حوق المناشف

حوق المناشف هو حوق أو حلقة يضم مناشف المائدة ويكون علامة على صاحبه.